# Saint-Maurice-le-Girard
Saint-Maurice-le-Girard ist eine französische Gemeinde im Département Vendée in der Region Pays de la Loire. Sie gehört zum Kanton La Châtaigneraie im Arrondissement Fontenay-le-Comte. Sie grenzt im Nordwesten an Mouilleron-en-Pareds, im Norden an Cheffois, im Nordosten an La Tardière, im Osten an La Châtaigneraie, im Südosten an Antigny, im Südwesten an Rives-du-Fougerais und im Westen an Bazoges-en-Pareds. Die Bewohner nennen sich Girardiens. Während der Revolution hieß die Gemeinde „Vaugirard“.

## Bevölkerungsentwicklung
| Jahr      | 1962 | 1968 | 1975 | 1982 | 1990 | 1999 | 2008 | 2014 |
| --------- | ---- | ---- | ---- | ---- | ---- | ---- | ---- | ---- |
| Einwohner | 521  | 531  | 485  | 486  | 522  | 532  | 587  | 597  |

## Sehenswürdigkeiten

Kirche Saint-Maurice

- Kirche Saint-Maurice

## Persönlichkeiten
- Jean-René Bernaudeau (* 1956), ehemaliger Radrennfahrer
- Vincent Bachet (* 1978), ehemaliger Eishockeyspieler